# Topola Osiedle
Topola Osiedle – stacja kolejowa w Topoli-Osiedlu, części wsi Topola Wielka, w Polsce, w województwie wielkopolskim, w powiecie ostrowskim, w gminie Przygodzice. Stacja została otwarta w dniu 1 stycznia 1938 roku. Położona jest na linii kolejowej z Ostrowa Wielkopolskiego do Grabowna Wielkiego.

## Ruch pasażerski
| Rok  | Wymiana pasażerska na dobę |
| ---- | -------------------------- |
| 2017 | 0-9                        |
| 2022 | 10-19                      |